# Susan Straight
 (janvier 2020).
Susan Straight, née le 19 octobre 1960 à Riverside en Californie, est une romancière et nouvelliste américaine, auteur d'ouvrages de littérature d'enfance et de jeunesse et de récits policiers.

## Biographie
Elle amorce des études supérieures à l'université de Californie du Sud et obtient, en 1984, une maîtrise en écriture de l'université du Massachusetts à Amherst.
Elle devient professeur en écriture créative de l'université de Californie à Riverside.
Finaliste du National Book Award du meilleur roman pour Highwire Moon (2006), un roman policier se déroulant dans le milieu des migrants mexicains à la frontière mexicano-californienne, elle est lauréate du O. Henry Award 2007 pour sa nouvelle El Ojo de Agua et du Prix Edgar-Allan-Poe 2008 de la meilleure nouvelle policière pour The Golden Gopher.

## Œuvre

### Romans
- Aquaboogie (1990)
- I Been in Sorrow's Kitchen and Licked Out All the Pots (1992)
- Blacker Than A Thousand Midnights (1994)
- The Gettin Place (1996)
- Highwire Moon (2001)
- A Million Nightingales (2006)
- The Friskative Dog (2007)
- Take One Candle Light a Room (2010)
- Between Heaven and Here (2012)

### Ouvrages de littérature d'enfance et de jeunesse
- Bear E. Bear (1995)
- The Hallway Light At Night (1999)
- Where's Your Sun? (2005)
- The Friskative Dog (2007)

### Nouvelles
- Shape Fantasies (1998)
- Mines (2003)
- Bridgework (2004)
- Poinciana (2005)
- El Ojo de Agua (2006)
- Her Royal Highness (2006)
- The Golden Gopher (2007)
- Archaeology (2008)
- Alfonso (2010)
- Red Ribbon Monday (2010)
- Maroon (2010)
- Angel Wings (2011)
- Tea and Oranges (2014)
- For Sale: Baby Nikes, Never Worn (2014)
- Closing the Gate (2014)
- Bang (2016)